# Matucana 100
Культурный центр «Matucana 100» (исп. Centro Cultural Matucana 100, M100) — культурный центр в чилийском городе Сантьяго, открытый в 2001 году на проспекте Avenida Matucana, в доме номер 100; расположен в районе центрального вокзала (Estación Central) — в помещениях бывшего винного завода; является многопрофильным центром, в котором сосуществуют театр, танцевальная студия, выставочный зал для произведений современного искусства, музыкальная сцена и кинотеатр; с 2008 года является частью культурной сети «Circuito Cultura Santiago Poniente».

## История и описание
Современное музейное здание культурного центра «Matucana 100» было построено в городе Сантьяго (Чили) в начале XX века, приблизительно в 1907 году, и первоначально использовалось в качестве склада Государственного управления закупок (DAE), существовавшего с 1927 по 2003 год — предшественника дирекции «ChileCompra» (Dirección de Compras y Contratación Pública). Штаб-квартира DAE находилась в здании, которое сегодня занимает библиотека Сантьяго — оно является историческим памятником с 2001 года. Расположение винного склада было выбрано в связи с близостью в то время к основным железнодорожным станциям чилийской столицы.
Помещение оставалось складом до тех пор пока Министерство национальных ресурсов не передало его театральному режиссеру Андресу Пересу (1951—2002) и его театру «Gran Circo Teatro». Цель Андреса заключалась в создании в городе альтернативного культурного пространства, предназначенного для независимого культурного учреждения — его интересовал международный обмен опытом в театральном искусстве и современной музыке. Новый арт-центр получил название «Bodegas Teatrales de Matucana 100», однако формально здание не принадлежало театру и вскоре власти обязали его покинуть площадку; что вызвало масштабную и острую реакцию в прессе. В ответ на выселение, театр провел представление, в котором сам Перес был повешен на виселице.
Культурный центр был повторно открыт в 2001 году как частная некоммерческая корпорация, связанная с правительством Чили — через Министерство культуры, искусства и наследия страны. На первом этапе, в период между 2001 и 2002 годами, центр назывался «Matucana 100 en rodaje»: были задействованы четыре основные пространства, на которых дебютировали первые мероприятия, однако полноценных условий для существования и деятельности культурного учреждения ещё не существовало. В это время на площадке прошли постановки нескольких известных чилийских трупп, включая «La Memoria Theatre» и «La Troppa»; ряд художников также представил свои работы.
В 2003 году началось строительство основной сцены театра, рассчитанной на 520 зрителей, а сам театр был переименован в «Matucana 100 en construcción»; работы выполнялись по проекту архитектора Мартина Уртадо (Martín Hurtado), победившего в публичном тендере. На нижнем уровне театрального здания была создана художественная галерея площадью в 300 м², которая стала называться «Galería Concreta». «Matucana 100» стал первым театром, построенный в Сантьяго за предыдущие 30 лет — и первым современным международным культурным центром, созданным после окончания периода военной диктатуры.
После окончания строительства основной сцены, в 2004 году, центра провозгласил лозунг «Matucana 100, просто культура» (Matucana 100, simplemente cultura); в тот год в его стенах прошли более сотни спектаклей и он провёл 16 временных художественных выставок. В 2005 и 2006 годах центр завершил своё формирование, получив современное название; в тот же период была завершена и реконструкция «Галереи изобразительных искусств» (Galería de Artes Visuales).